# Кароло (Виченца)
Кароло је насеље у Италији у округу Виченца, региону Венето.
Према процени из 2011. у насељу је живело 53 становника. Насеље се налази на надморској висини од 18 м.